# Avinger, Texas
Avinger là một thị trấn thuộc quận Cass, tiểu bang Texas, Hoa Kỳ. Năm 2010, dân số của thị trấn này là 444 người.

## Dân số
- Dân số năm 2000: 464 người.
- Dân số năm 2010: 444 người.